# 猛毒 (電影)
是一部於2018年上映的美國超級英雄電影，改編自漫威漫畫旗下的反英雄角色猛毒，本片由哥倫比亞影業和漫威娛樂共同製作，並由索尼影視娛樂負責發行，為索尼影業蜘蛛人宇宙的第一部電影作品，由魯賓·弗來舍執導，斯科特·羅森堡、傑夫·皮克納、凱莉·馬賽爾和威爾·貝爾編劇，並由湯姆·哈迪、蜜雪兒·威廉絲、里茲·阿邁德、史考特·荷茲和雷德·史考特主演。
關於以猛毒為主角的電影的發展，最初是在2007年由製片人阿維·阿拉德提出。經過不同的疊代後，限制級獨立電影於2017年3月被證實，目的是為了開創一個索尼影視娛樂擁有電影版權的漫威漫畫角色的新共享宇宙，儘管索尼有意與華特迪士尼公司旗下的漫威電影宇宙共享世界觀，這是由於索尼和漫威影業之間的特殊交易而在漫威電影宇宙中所設。2017年5月，魯賓·弗來舍和湯姆·哈迪加入電影，羅森堡和皮克納為電影編劇。主体拍摄於2017年10月在亞特蘭大、紐約和舊金山進行。
本片於2018年10月1日在西木區的攝政村影院首映，10月5日在美國院線上映。續集《猛毒2：血蜘蛛》於2021年10月1日在美國上映。

## 劇情
由生物工程企業生命基金會發射的太空船在外太空探索能讓人類定居的新家園的過程中，偶然發現了一顆存在著大量外星共生體的彗星。太空船在回收彗星上的其中四種共生體後返航地球，但其中一種共生體在途中逃出導致太空船失控並墜毀在馬來西亞東部的一座森林裏。生命基金會派出隊伍尋獲三種共生體並把共生體送回位於美國舊金山的研究中心，執行長卡爾頓·德瑞克開始研究共生體，發現共生體在沒有人類宿主的情況下無法生存，於是不惜找生活在舊金山街頭的遊民接受人體實驗。記者艾迪·布洛克一直非常厭惡生命基金會隱藏的黑幕，偷偷從他的檢察官未婚妻安妮·威寧手中的機密資料得知生命基金會採用的非法人體實驗。艾迪替電視台採訪德瑞克時利用人體實驗一事與其對峙，結果導致他和安妮都丟掉各自的工作，安妮還因此跟艾迪解除婚約，讓他的生活從此支離破碎。
六個月後，德瑞克的共生體實驗仍然未能跟人體結合，其中一種共生體更因為研究員的大意而死亡。隨著大批自願者在實驗中失去性命，生命基金會的科學家朵拉·史科斯逐漸認為這項實驗違反了醫學倫理，因此將整個實驗的內幕爆料給艾迪，隨後還趁下班時把他帶進實驗室內部。在史科斯引開保全時，艾迪獨自在實驗室中拍照取證，同時發現一位他認識的遊民瑪莉亞也成為了實驗對象之一。在敲碎玻璃準備救出她時，瑪莉亞體內的黑色共生體隨即寄生到艾迪身上，使他獲得了強大的能力从而逃出研究中心。而艾迪在回家後開始出現一系列不尋常的徵兆，身體時常失去自控能力，吃東西時會狼吞虎嚥，甚至還聽見另外一把“聲音”跟他說話。艾迪找到安妮和她身為醫生的新男友丹·路易斯求助，路易斯檢查後得知艾迪的體內有某種“寄生蟲”，因此讓艾迪先回家觀察。
德瑞克將背叛他的史科斯留給他的最後一種共生體當成食物吃掉後，該共生體在不久後也死去，唯獨剩下艾迪體內的共生體。德瑞克派遣保全主管羅蘭·崔斯率領隊伍去向艾迪要回共生體，在家中被攻擊的艾迪在受襲之下，身體被共生體操縱，還變成一隻攻擊性極強的怪物。逃脫後，共生體向艾迪介紹自己名叫「猛毒」，解釋牠們種族當時正在尋找別的星球來進食該星球上的居民，乘載的彗星卻被生命基金會發現。猛毒稱只要艾迪願意與牠合作並協助牠達到目的便會饒他一命。開始享受這股新力量的艾迪跑回他原先工作的電視台，在他的上司的桌上留下他拍的德瑞克的犯罪證據，下樓時卻被SWAT隊伍團團包圍。艾迪被迫變身成猛毒擊退警察，但過程被一旁的安妮目睹，她將艾迪帶回醫院尋找解救的方法。艾迪得知共生體的弱點是高頻噪音和火焰後，安妮開啟核磁共振成像機以便讓艾迪和共生體分離。
與此同時，六個月前在馬來西亞逃脱的第四種共生體「暴動」連續轉移至多名宿主的身上後一路來到舊金山，闖入生命基金會的研究中心並寄生在德瑞克的體內。艾迪剛要離開醫院時被崔斯抓回去拷問，而德瑞克則伴隨著暴動現身，稱他們即將搭上另一架生命基金會的太空船回到共生體的母星並帶來更多同類吞噬地球。安妮不情願地暫時讓自己被猛毒寄生及時營救艾迪，猛毒殺死崔斯後再次回到艾迪身上，但受艾迪的正義感所影響而決定制止暴動並守護地球。在猛毒不敵暴動之下，安妮在遠處釋放噪音使艾迪和德瑞克均脫離各自的共生體，但暴動仍然刺傷艾迪，再次和德瑞克合體並爬入駕駛艙準備發射。而艾迪靠和猛毒再度合體保住性命，在太空船發射之際破壞火箭推進器引發爆炸，讓德瑞克伴隨著暴動共同葬身火海。但猛毒在爆炸一刻自行形成屏障為艾迪擋下爆炸造成的火焰，過程也看似犧牲牠自己。
事後，艾迪隨著生命基金會的證據公開而成功挽回名譽，在安妮認為猛毒已經消失的同時，猛毒其實仍然在艾迪的體內，並和艾迪成為保護城市的拍檔，而艾迪亦對猛毒立下「不准傷害好人，只能吃掉壞人」的規矩。不久後，艾迪成為一名自由記者並來到一座監獄，採訪一位指名道姓要見他的重刑犯克萊圖斯·卡薩迪，其對艾迪揚言他一旦成功逃獄便會開始大肆殺戮。

## 演員
| 演員                            | 角色                                     | 介紹 |
| 湯姆·哈迪 Tom Hardy             | 艾迪·布洛克／猛毒 Eddie Brock / Venom    | 一位居住在舊金山的著名調查記者，待人善良且富有正義感，持續追蹤生命基金會的內幕卻毀掉生活。之後偶然成為共生體「猛毒」的宿主，這賦予他“不可思議”的力量。哈迪也為猛毒進行動作捕捉以及配音。 |
| 蜜雪兒·威廉絲 Michelle Williams | 安妮·威寧 Anne Weying                    | 地方檢察官，艾迪的前女友，曾與艾迪論及婚嫁，後因艾迪的關係而丟掉工作。之後雖然移情別戀，但心裡依然在乎艾迪。                                                                             |
| 里茲·阿邁德 Riz Ahmed           | 卡爾頓·德瑞克／暴動 Carlton Drake / Riot | 生命基金會創始人兼執行長，打算靠科學力量來改變人類未來，研究共生體時試圖將其和人體結合，過程同時也讓他逐漸喪盡天良。                                                                     |
| 史考特·荷茲 Scott Haze          | 羅蘭·崔斯 Roland Treece                  | 生命基金會的保全隊首領，聽從德瑞克的一切命令，包括追蹤艾迪體內的共生體。 |
| 雷德·史考特 Reid Scott          | 丹·路易斯 Dr. Dan Lewis                  | 知名外科醫師，安妮的新男友，得知艾迪的狀況後試圖幫助他。 |
| 珍妮·斯蕾特 Jenny Slate         | 朵拉·史科斯 Dr. Dora Skirth              | 任職於生命基金會的科學家，因道德問題無法接受卡爾頓的做法，決定把實驗秘密爆料給艾迪。 |

其他演員包括瑪露娜·華特斯飾演舊金山的女遊民瑪莉亞（Maria），接受生命基金會的實驗被猛毒寄生。索佩·阿魯科飾演蘿西·柯林斯（Dr. Rosie Collins），任職於生命基金會、負責執行人體試驗的科學家。而蜜雪兒·李和維凱·恩格（Vickie Eng）飾演曾經被共生體「暴動」在馬來西亞寄生的急救人員和老婦人。佩吉·陸飾演和艾迪熟識的雜貨店老闆陳太太（Mrs. Chen），傑瑞德·班肯斯飾演接受生命基金會首次共生體實驗的遊民以撒（Isaac）。史考特·迪凱特（Scott Deckert）飾演艾迪新住處的鄰居，喜歡金屬樂而屢次打擾艾迪，而瑪塞拉·布拉吉奧（Marcella Bragio）飾演該鄰居的女友。
馬克·布蘭特飾演調酒師傑克（Jack the Bartender），艾迪低潮時，曾前往其酒吧消愁。而克里斯汀·康維瑞（Christian Convery）飾演到生命基金會參觀的8歲男孩喬伊（Joey），而山姆·梅迪納（Sam Medina）飾演艾迪工作的電視台門衛佩洛里（Parolee）。羅恩·西法斯·瓊斯飾演艾迪的電視台老闆傑克（Jack），演員同時出演過漫威影集《盧克·凱奇》。克里斯·奧哈拉（Chris O'Hara）短暫飾演太空人約翰·詹姆森，第一個被共生體寄生的宿主。伍迪·哈里遜客串僅於片尾彩蛋中登場的重罪刑犯克萊圖斯·卡薩迪，他的登場為他未來會成為的身份「血蜘蛛」埋下伏筆。史丹·李客串在安妮家附近遛狗的老人，出場時跟艾迪搭訕，而猛毒還覺得他的狗會好吃。

## 製作

### 前期製作
2017年8月，里茲·阿邁德正在為電影進行洽談，馬特·史密斯、佩德羅·帕斯卡和馬提亞斯·修奈爾亦是索尼影視娛樂曾經考慮過的演員之一。9月，蜜雪兒·威廉絲為地方檢察官和艾迪·布洛克的女友的角色進行洽談。10月，珍妮·斯蕾特、雷德·史考特和史考特·荷茲為電影進行談判，而斯蕾特最終在片中飾演生命基金會的科學家。凱莉·馬賽爾正在撰寫電影劇本的最新草稿。索尼最初计划将本片作为一部R级电影拍摄，但最终将电影变更为PG-13级，以获得未来可以与蜘蛛侠和漫威电影宇宙相关联的可能性。

### 拍攝
主要攝影於2017年10月23日在亞特蘭大和紐約進行，暫定名稱為「解毒劑」（Antidote）。奧利弗·舍爾在2017年電影《蜘蛛人：返校日》後再度擔任美術指導。威廉絲在11月被證實加入電影，索尼與她組織拍攝日程，以確保她可以重拍《金錢世界》片段。12月，弗來舍和哈迪說這部電影對「漫威宇宙很重要」，而且是改編自迷你故事《猛毒：致命的保護者》和《共生體星球》。哈迪補充，就像以前的漫畫一樣，這部電影將會設定在舊金山。據報導伍迪·哈里遜正為加盟電影一事洽談中，和威廉絲將飾演安妮·威寧。其他拍攝於2018年1月16日至26日在舊金山進行，地點包括俄羅斯山、北灘、舊金山唐人街和舊金山金融區。1月底，哈迪證實拍攝已經結束。

### 後期製作
2018年2月，阿邁德和史考特確認出演電影，威爾·貝爾擔任編劇之一。

## 音樂
2018年3月，曾在《決戰30分》與弗來舍合作的魯德溫·葛瑞森簽約為電影進行配樂。8月，著名饒舌歌手Eminem公布了他为电影制作的同名主题曲《猛毒》。

## 發行
《猛毒》於2018年10月1日在西木區的攝政村影院首映，2018年10月5日在美國院線上映。11月9日在中国大陆上映，并删除了本片结尾关于《蜘蛛侠：平行宇宙》的片尾彩蛋。

### 評價
根据評論匯總网站爛番茄汇总的364篇评论文章，30%的评论家给予该作正面评价，平均打分为4.5分（满分10分）。该网站总结的评论家共识是“《猛毒》首部電影的結果就是像所有用錯方法的漫畫人物——混亂、吵雜，且更強烈地需要依靠著蜘蛛人。”在Metacritic上，46位影評人共給予了35分的分數（滿分100分），這部電影獲得了「普遍負面評價」。

### 市場營銷
在2017年的動漫體驗展上，弗來舍和哈迪出現在電影的宣傳影片中。電影的前導預告片於2018年2月8日發布。为促进中国市场推广，出品方之一腾讯影业安排了偶像組合火箭少女101演唱中国大陆推广曲《毒液前来》。

### 票房
台灣方面，首日票房為新台幣2300萬元；首週五天票房為新台幣1.29億元；次週票房累計至新台幣2.23億元；第三週票房累計至新台幣2.55億元；第四週票房累計至新台幣2.68億元；最終全台票房為新台幣2.78億元。
中国大陆方面，开画首日取得人民幣2.39亿元，开画首日成绩仅次于《复仇者联盟3：无限战争》。最终累计18.7亿人民币。
| 上一届： 《夜校》              | 2018年美國週末票房冠軍 第40-41週     | 下一届： 《月光光新慌慌》   |
| 上一届： 《一屍到底》          | 2018年台北週末票房冠軍 第40-41週     | 下一届： 《一個巨星的誕生》 |
| 上一届： 《特務戇J：神級歸位》 | 2018年香港週末票房冠軍 第40-41週     | 下一届： 《無雙》           |
| 上一届： 《胡桃鉗與奇幻四國》  | 2018年中國大陸一周票房冠軍 第45-46週 | 下一届： 《無名之輩》       |

## 續集
2016年3月，索尼影視娛樂計畫推出《猛毒》系列電影。2017年7月，桑福德·帕尼奇表示未來的猛毒電影會與蜘蛛人電影跨界合作。2018年5月，伍迪·哈里遜透露，他的角色會在《猛毒》客串登場，並預計將在《猛毒》續集中扮演重要角色。2018年8月，哈迪透露他已經簽下另外兩部《猛毒》電影合約。2018年11月，票房分析師認為《猛毒》已經成功地保證了續集的製作。2019年1月，索尼在聘請凱莉·馬賽爾撰寫劇本後正式開始製作該電影。哈迪、威廉絲和哈里遜確認回歸出演電影，但弗來舍可能因為檔期衝突不會回歸。電影預計於2020年10月2日上映。2020年4月，受冠狀病毒病疫情影響，續集延期至2021年6月25日在美國上映。

## 外部連結
- 互联网电影数据库（IMDb）上《猛毒》的资料（英文）
- Metacritic上《猛毒》的資料（英文）
- 爛番茄上《猛毒》的資料（英文）
- AllMovie上《猛毒》的资料（英文）
- Box Office Mojo上《猛毒》的資料（英文）
- 開眼電影網上《猛毒》的資料（繁體中文）
- 豆瓣电影上《猛毒》的資料 （简体中文）
- 时光网上《猛毒》的資料（简体中文）